# Pediocharis albipes
Pediocharis albipes är en stekelart som beskrevs av Boucek 1988. Pediocharis albipes ingår i släktet Pediocharis och familjen finglanssteklar. Inga underarter finns listade i Catalogue of Life.